# 浅羽金三郎
浅羽 金三郎（あさば きんざぶろう、1861年11月20日〈文久元年10月18日〉 - 1904年〈明治37年〉9月18日）は、静岡県出身の大日本帝国海軍軍人。

## 経歴
浅羽幸勝の次男で、1874年7月に海軍兵学校幼年科へ入学した。1883年10月に海軍兵学校（10期）を卒業後、海軍少尉試補を命ぜられ、その後に累進して海軍中佐まで昇進する。1904年に日露戦争が勃発すると、「平遠」の艦長として第二軍の上陸援護、旅順港閉塞作戦などの任務に当たる。同年9月18日に特別任務を帯びて出勤中、双島湾外で「平遠」が触雷・沈没し、戦死した。1911年、戦功によって海軍大佐に昇進し、功三級に叙せられる。

## 栄典・授章・授賞
位階
- 1886年（明治19年）7月8日 - 正八位[2]
- 1891年（明治24年）12月16日 - 従七位[3]
- 1897年（明治30年）3月1日 - 従六位[4]
- 1899年（明治32年）2月20日 - 正六位[5]
- 1904年（明治37年）
  - 3月22日 - 従五位[6]
  - 9月18日 - 正五位[7]

勲章等
- 1894年（明治27年）11月24日 - 勲六等瑞宝章[8]
- 1895年（明治28年）11月18日 - 勲五等双光旭日章[9]・明治二十七八年従軍記章[10]
- 1901年（明治34年）12月28日 - 勲四等瑞宝章[11]
- 1902年（明治35年）5月10日 - 明治三十三年従軍記章[12]
- 1904年（明治37年）9月18日 - 勲三等旭日中綬章・功四級金鵄勲章[13]
- 1905年（明治38年）4月24日 - 靖国神社合祀[14]
- 1906年（明治39年）4月1日 - 明治三十七八年従軍記章[15]